# تل (فلم)
تل (بالإنجليزية: Till) هو فيلم دراما سيرة ذاتية أمريكي قادم من إخراج تشينوني تشوكو عن واقعة قتل وإختطاف ايميت تل. الفيلم من بطولة دانيال ديدويلر، جالين هول، فرانكي فايسون، هيلي بنيت وووبي غولدبرغ. من المقرر صدور الفيلم في 7 أكتوبر 2022.